# Chamaedorea piscifolia
Chamaedorea piscifolia là loài thực vật có hoa thuộc họ Arecaceae. Loài này được Hodel, G.Herrera & Casc. mô tả khoa học đầu tiên năm 1997.